# Fiat lux

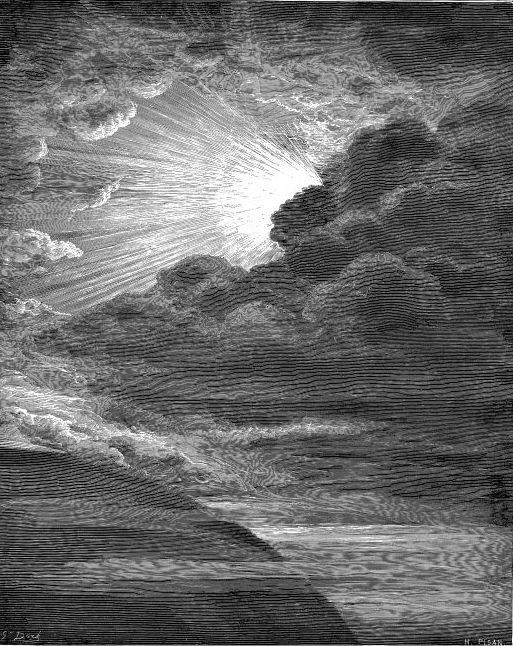
Gustave Doré – Stvoření světla

Fiat lux znamená latinsky „budiž světlo“. Je to citát z latinské bible, knihy Genesis, kde se popisuje stvoření světa, jež začíná právě světlem: 
| „                     | I řekl Bůh: „Budiž světlo!“ A bylo světlo. Viděl, že světlo je dobré, a oddělil světlo od tmy. | “ |
| — Gn 1, 3 (Kral, ČEP) |                                                                                                |   |

## Původní znění
- Hebrejsky: "וַיֹּאמֶר אֱלֹהִים, יְהִי אוֹר; וַיְהִי אוֹר" (vajo'mer 'Elohim jehij 'or vajehij 'or)
- Řecky: "και είπεν ο Θεός γενηθήτω φως και εγένετο φως" (kai eipen ho Theos genéthétó fós kai egeneto fós)
- Latinsky: "Dixitque Deus fiat lux. Et facta est lux."

## Jiná použití
Věta se často vyskytuje jako heslo nebo motto zejména amerických škol a univerzit, jako název literárních děl, filmů a hudebních skupin – světlo zde symbolizuje vzdělání. V Brazílii existuje stejnojmenná značka zápalek.